# Muiria hortenseae
Muiria hortenseae ist die einzige Pflanzenart der monotypischen Gattung Muiria aus der Familie der Mittagsblumengewächse (Aizoaceae). Der botanische Name der Gattung ehrt den südafrikanischen Pflanzensammler John Muir. Das Epitheton der Art ehrt seine Tochter Hortense.

## Beschreibung
Muiria hortenseae ist eine kompakt wachsende, ausdauernde sukkulente Pflanze, die ein bis sieben kurze Zweige hat, die jeweils ein einzelnes Blattpaar tragen. Die Laubblätter sind fast auf der gesamten Länge miteinander verwachsen und bilden kugel- bis eiförmige Körper, die an ihrer Spitze nur einen kleinen Spalt aufweisen. Ihre glatte Epidermis besteht aus Zellen, die zu langen, dünnen Haaren verlängert sind und den Pflanzen ein samtiges Aussehen verleihen. Die äußere Epidermiswand ist nicht sehr dick. Sie verwandelt sich in der Ruheperiode in eine trockene Hülle, die das nächste heranwachsende Blattpaar schützend umgibt.
Die einzeln stehenden Blüten erscheinen an der Spitze der Körper. Es sind sechs längliche Kelchblätter vorhanden. Die weißen bis blassrosafarbenen Kronblätter werden von außen nach innen kürzer. Das Nektarium wird durch sechs bis sieben kranzartige Drüsen gebildet, die fast vollständig miteinander zu einem Ring verwachsen sind. Ihr Gynoeceum ist rundlich und ballonförmig ausgebildet. Muiria hortenseae blüht in ihrer Heimat in den Monaten November und Dezember. Die Blüten öffnen sich am Tag.
Die meist sechsfächrigen Kapselfrüchte ähneln denen der Gattung Delospermia. Die braunen Samen sind glatt.
Die Chromosomenzahl ist 2n = 18.

## Systematik und Verbreitung
Das Verbreitungsgebiet von Muiria hortenseae ist auf ein kleines Gebiet am südlichen Rand der Kleinen Karoo nördlich von Riversdale in der südafrikanischen Provinz Westkap begrenzt. Sie wächst im Regenschatten der Langeberg Mountains auf Quarzebenen. Die jährliche Niederschlagsmenge liegt bei etwa 200 Millimeter, wobei der Hauptanteil in den Monaten März und November fällt.
Die Erstbeschreibung von Gattung und Art wurde 1927 von Nicholas Edward Brown veröffentlicht.
Am Standort bildet die Art mit Gibbaeum album Wildhybriden aus, welche mit ×Muirio-gibbaeum muirioides bezeichnet werden.
Joachim Thiede und Cornelia Klak stellten die Art im Jahr 2000 als  Gibbaeum hortenseae (N.E.Br.) Thiede & Klak in die Gattung Gibbaeum.

## Nachweise